# Рязанова, Дарья Романовна
Дарья Рязанова (род. 24 августа 2000) — российская тяжелоатлетка, выступающая в весовой категории до 87 килограммов. Чемпионка России и бронзовый призёр чемпионата Европы 2021 года.

## Биография
Дарья Рязанова родилась 24 августа 2000 года.

## Карьера
Дарья приняла участие на молодёжном чемпионате мира 2015 года в весовой категории свыше 69 килограммов. Она заняла седьмое место с суммой 186 кг (81 + 105). В том же году она стала бронзовым призёром молодёжного чемпионата Европы, улучшив свой результат на 11 килограммов. В рывке она подняла 86 кг, в толчке — 111 кг.
На молодёжном чемпионате Европы 2016 года она улучшила свой результат ещё на 15 килограммов, с итогом 212 кг завоевав серебряную медаль (92 + 120). На молодёжном чемпионате мира она сумела поднять 206 кг и стала девятой.
На молодёжном чемпионате мира 2017 года стала чемпионкой в весовой категории свыше 75 килограммов. Дарья подняла 98 килограммов в рывке и затем толкнула 125 кг. В том же году она участвовала на чемпионате мира среди юниоров, где стала четвёртой в весовой категории до 90 килограммов с суммой 222 кг. На молодёжном чемпионате Европы завоевала золото, на этот раз в весовой категории свыше 75 кг.
На чемпионате Европы среди юниоров 2018 года завоевала золото в весовой категории до 90 кг. Рязанова подняла 231 кг (100 + 131).
На юниорском чемпионате мира 2019 года Дарья Рязанова стала второй в новой весовой категории до 87 кг с результатом 227 кг (102 + 125). На юниорском чемпионате Европы завоевала золото в той же весовой категории, подняв в рывке 98 кг и затем толкнув 132 кг, что является лучшим результатом в карьере на международном уровне.
В 2021 году она вошла в состав сборной России на чемпионат Европы в Москве после победы на чемпионате России в Грозном, где подняла 230 килограммов в сумме (100 + 130), опередив на 15 килограммов Ксению Пасхину. С результатом 240 килограммов стала бронзовым призёром чемпионата Европы. В упражнении «рывок» с весом на штанге 105 кг она стала четвёртой и в упражнении «толчок» с весом 135 килограммов она также стала четвёртой.